# San Giorgio della Richinvelda
San Giorgio della Richinvelda là một đô thị ở tỉnh Pordenone trong vùng Friuli-Venezia Giulia, có cự ly khoảng 90 km về phía tây bắc của Trieste và khoảng 20 km về phía đông bắc của Pordenone. Tại thời điểm ngày 31 tháng 12 năm 2004, đô thị này có dân số 4.442 người và diện tích là 47,9 km².
Đô thị San Giorgio della Richinvelda có các frazioni (các đơn vị cấp dưới, chủ yếu là các làng) Aurava, Cosa, Domanins, Pozzo, Provesano, và Rauscedo.
San Giorgio della Richinvelda giáp các đô thị: Arzene, Cordenons, Dignano, Flaibano, San Martino al Tagliamento, Sedegliano, Spilimbergo, Vivaro, Zoppola.